# John Labatt Centre
John Labatt Centre é uma arena multi-uso localizado em Ontario, Canadá.